# 이나미정 (효고현)
이나미정(일본어: 稲美町)은 일본 효고현 중남부에 있는 가코군의 정이다.
효고현 남부 가코강과 아카시강에 끼어있는 이나미노 대지에 위치한다. 이나미노는 예로부터 시의 소재가 된 명소이기도 하다.

## 지리
비가 적은 세토 내해식 기후에 속하는 대지로 수자원이 부족하고 저수지가 많이 만들어져 있다. 현내에서 가장 오래된 저수지인 텐마 대지, 현내에서 가장 큰 저수지인 가코 대지가 있고 모두를 합치면 약 4km2의 면적이 된다.

## 역사
1955년 3월 31일에 가코촌, 모리촌, 텐마촌이 합병해 이나미정이 성립하였다.

## 인구
본 마을 탄생 당시의 인구는 가코촌 3,686명, 모리촌 6,324명, 덴마촌 8,837명을 합병해 3개 촌이 합계 18,847명이었다. 이후 정 주민과의 주민기본대장 인구 조사에 따르면 1956년 3월 31일 기준 18,943명이었으며, 이후 히가시하리마 임해지역과 한신 지역의 베드타운으로 텐마 지구를 중심으로 주택개발이 이루어지면서 꾸준히 증가하여 1969년 3월 31일에 2만 명을 넘어 1980년에는 현내 최다를 기록하였다. 1988년 3월 31일에 3만 명을 넘어섰으나 2002년 3월 31일, 2006년 3월 31일에 32,687명으로 정점을 찍고, 현재 3만 2,687명으로 감소하고 있다.
| 연도 | 인구     | ±% |
| ---- | -------- | -- |
| 1970 | 21,140명 | —  |
| 1975 | 23,425명 | —  |
| 1980 | 27,609명 | —  |
| 1985 | 29,579명 | —  |
| 1990 | 30,603명 | —  |
| 1995 | 31,377명 | —  |
| 2000 | 32,054명 | —  |
| 2005 | 31,944명 | —  |
| 2010 | 31,026명 | —  |
| 2015 | 31,020명 | —  |
| 2020 | 30,268명 | —  |